# Ferdinand Regner

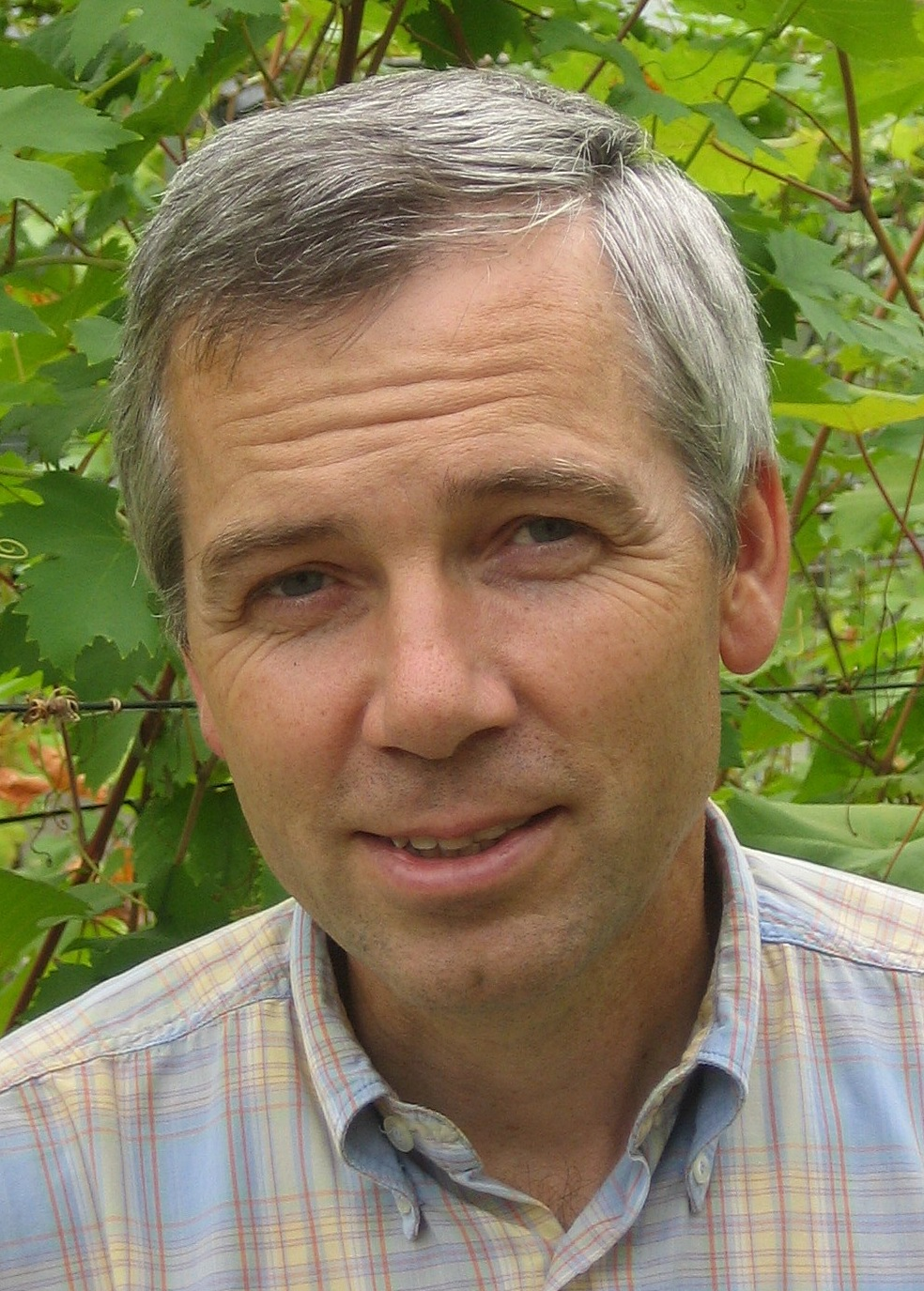
Ferdinand Regner

Ferdinand Regner (* 1963) ist ein österreichischer Wissenschaftler, Lehrer für Weinbau und Leiter der Abteilung Rebenzüchtung an der Höheren Bundeslehranstalt und Bundesamt für Wein- und Obstbau sowie Hochschullehrer an der Universität Graz. Er gilt als ein wegweisender Entwickler der genotypischen Charakterisierung von Rebsorten mithilfe der Molekulargenetik.

## Leben und Wirken
Ferdinand Regner wuchs in einem landwirtschaftlichen Betrieb mit Weinbau auf. Er studierte ab 1981 Lebensmittel- und Biotechnologie an der Universität für Bodenkultur Wien und arbeitete dort bis zur Fertigstellung seiner Dissertation zum Thema Resistenz-Züchtung mit gentechnischen Methoden. 2003 habilitierte er sich an der Karl-Franzens-Universität Graz im Bereich Angewandte Botanik mit der Arbeit Moderne Entwicklungen in der Rebsortenkunde und in der Rebenzüchtung. Seither hält er am Institut für Biologie der Universität Graz eine Lehrveranstaltung zur Biologie der Weinrebe.
Seit 1993 ist er an der Höheren Bundeslehranstalt und Bundesamt für Wein- und Obstbau im Bereich Rebzüchtung beschäftigt. Seit 2003 unterrichtet er das Fach Weinbau an dieser Schule.
Fachliche Höhepunkte waren die Veröffentlichungen betreffend Abstammung bzw. Elternschaften zahlreicher Rebsorten, das Verzeichnis der österreichischen Rebsorten und deren Klone, die Freigabe der Sorten Donauriesling, Donauveltliner, Blütenmuskateller und Pinot nova. Regner bestimmte die Abstammung bzw. Elternschaften der Rebsorten Grüner Veltliner, Chardonnay, Madeleine Royale als Vatersorte des Müller-Thurgau, Neuburger, Österreichisch Weiß, Riesling, Silvaner und Weißer Elbling. Im Rahmen seiner Arbeiten erstellte er ein Verzeichnis der österreichischen Qualitätsweinrebsorten und deren Klone. 2019 erschien das als Lehr- und Fachbuch konzipierte Standardwerk „Weinbau“ von Karl Bauer, Ferdinand Regner und Barbara Schildberger aktualisiert in 13. Auflage.

## Rebenzüchtungen
- Donauriesling
- Donauveltliner
- Pinot nova

## Ehrungen
- 1992: Österreichischer Biotechnologiepreis
- 1998: Peter-Morio-Preis, verliehen vom Verein „Förderer und Freunde des Instituts für Rebenzüchtung Geilweilerhof e. V.“[10]
- 2000: Geisenheimer Forschungspreis aus der Rudolf-Hermanns-Stiftung, für seine Arbeiten zur genetischen Sortenbestimmung
- Berufstitel Hofrat, verliehen vom österreichischen Bundespräsidenten

## Publikationen (Auswahl)
- Etablierung von nichtradioaktiven Hybridisierungstechniken für Nukleinsäuren. Universität für Bodenkultur Wien, Diplomarbeit, Wien 1988.
- Virusresistenz in Pflanzen durch Agrobakterientransformation mit dem Hüllproteingen des Plum Pox Virus. Universität für Bodenkultur Wien, Dissertation, Wien 1991.
- Moderne Entwicklungen in der Rebsortenkunde und Rebenzüchtung. Universität Graz, Habilitationsschrift, Graz 2002.
- mit Karl Bauer und Barbara Friedrich: Weinbau. 13. Auflage, avBuch, München 2019, ISBN 978-3-8404-8503-9.
- Genetische Ressourcen der Rebe in Österreichs Weingärten. Deutsches Weinbau Jahrbuch 60, 2009, S. 81–87.
- mit Stefano Meneghetti, Angelo Costacurta, Manna Crespan, Erika Maul, Robert Hack: Deepening inside the homonyms of Wildbacher by means of SSR markers Vitis 48 (3), 2009, S. 123–129.
- mit Robert Hack: Reconstructing the heritages of Grüner Veltliner and Sauvignon blanc from crossings with Traminer by SSR analyses. Mitteilungen Klosterneuburg 59, 2009, S. 199–208.
- Herkunft unserer Rebsorten: Grüner Veltliner, Blaufränkisch und St. Laurent. In: Der Winzer 04/2007.
- Von der Wildrebe zum Donauriesling. In: Hannes Etzlstorfer, Matthias Pfaffenbichler, Christian Rapp und Franz Regner (Hrsg.): Brot & Wein. Katalog zur Niederösterreichischen Landesausstellung „Brot & Wein“ vom 27. April bis 3. November 2013. Schallaburg 2013, S. 43ff.
- (Hrsg.): Verzeichnis der österreichischen Rebsorten und deren Klone. Bundesamt für Wein- und Obstbau, Klosterneuburg 2015.
- Autochthonous grape varieties. In: Willi Klinger, Karl Vocelka (Hrsg.): Wine in Austria. The History. Christian Brandstätter Verlag, Wien 2019, ISBN 978-3-7106-0404-1, S. 46–56.
- Cultivation of grape varieties since the 19th century. In: Willi Klinger, Karl Vocelka (Hrsg.): Wine in Austria. The History. Christian Brandstätter Verlag, Wien 2019, ISBN 978-3-7106-0404-1, S. 57–65.